# Kūdzar
Kūdzar (persiska: كُّدرَز, كودرَز, كوزال, كودزر) är en ort i Iran.   Den ligger i provinsen Markazi, i den nordvästra delen av landet, 220 km sydväst om huvudstaden Teheran. Kūdzar ligger 1 844 meter över havet och antalet invånare är 744.
Terrängen runt Kūdzar är en högslätt.Runt Kūdzar är det glesbefolkat, med 20 invånare per kvadratkilometer. Närmaste större samhälle är Farmahīn, 17,2 km öster om Kūdzar. Trakten runt Kūdzar består i huvudsak av gräsmarker.